# Нобрега, Мануэл да
Мануэ́л да Но́брега (порт. Manuel da Nóbrega, по старому правописанию — Manoel da Nóbrega; 18 октября 1517, Санфинш-ду-Дору, Португалия — 18 октября 1570, Рио-де-Жанейро, Бразилия) — португальский священник-иезуит, миссионер, глава первой иезуитской миссии в Америке, первый провинциал Общества Иисуса в колониальной Бразилии. Наряду с Жозе ди Аншиетой оказывал большое влияние в ранний период истории Бразилии и участвовал в основании ряда городов (Салвадор, Сан-Паулу, Рио-де-Жанейро) а также многих иезуитских коллегий и семинарий.
Его письма являются ценными историческими документами, повествующими о начале колониального этапа истории Бразилии и деятельности в ней иезуитов в XVI веке.

## Биография

### Ранние годы (1517—1549)
Родился 18 октября 1517 года в Санфинш-ду-Дору (португальская провинция Траз-уж-Монтиш) в знатной семье; его отцом был высший судейский чиновник (дезембаргадор) Балтазар да Нобрега, дядей — верховный канцлер (шанселер-мор) королевства.
На протяжении четырёх лет Мануэл да Нобрега изучал гуманитарные науки в Саламанкском университете, затем перевёлся в Коимбрский университет, где получил степень бакалавра канонического права и философии в 1541 году. Степень бакалавра принял из рук доктора Мартина де Аспилькуэты — своего преподавателя на 5-м году обучения и дяди отца Жуана ди Ашпилкуэты Наварру, будущего священника-иезуита, соратника Нобреги в деле обращения в христианство бразильских индейцев. Впоследствии учитель следующим образом охарактеризует своего бывшего студента: «Учёнейший отец Мануэл да Нобрега, коему не столь давно мы вручили университетские степени, известный своей учёностью, добродетелью и происхождением».
Поощряемый учителем, Нобрега стал соискателем на должность преподавателя университета, сдал письменный экзамен, однако во время чтения собственной работы в аудитории у него обнаружилось заикание. Дефект речи не позволил ему занять место преподавателя; позже он снова попытался пройти конкурс, однако по той же причине ему вторично не удалось получить кафедру.
В 1544 году, в возрасте 27 лет, он вступил в новициат Общества Иисуса и после рукоположения занимался проповеднической деятельностью в Португалии (в областях Минью и Бейра) и Испании (Галисия).

### Годы в Бразилии (1549—1570)

#### Миссионерская деятельность
После того как король Португалии Дон Жуан III обратился к Обществу Иисуса с предложением начать миссионерскую деятельность на территории Бразилии, Нобрега в 1549 году отправился в путь вместе с военно-морским флотом первого генерал-губернатора Бразилии Томе ди Созы (другом и советником которого он стал впоследствии). Деятельность ордена иезуитов в колонии подразумевала обращение в христианство индейских аборигенов, основание церквей и семинарий, обучение колонистов, которые на начальном этапе состояли, в основном, из ссыльных — преступников, а также лиц, отправленных в ссылку по политическим и религиозным причинам.
Нобрега прибыл в капитанию Баия 29 марта 1549 года в сопровождении пяти товарищей по ордену (отцы Леонарду Нуниш, Жуан ди Ашпилкуэта Наварру, Антониу Пириш и братья Висенти Родригиш и Диогу Жакоми). После того, как генерал-губернатор провозгласил основание столицы колонии — города Сан-Салвадор да Баия ди Тодуз-уш-Сантуш (порт. «Святой Спаситель Залива Всех Святых»), — была отслужена первая месса. Вернувшись после неё к товарищам, Нобрега произнёс следующие слова: «Сия земля есть наше дело».
Нобрега и его люди занялись катехизацией и крещением аборигенов. Однако, несмотря на все усилия по претворению в жизнь целей миссии, иезуиты столкнулись с множеством трудностей, с португальской стороны вызванных жестоким обращением колонистов с индейцами и их попытками утвердить систему колониального рабства. Последовавшие вскоре отчаянные попытки главы иезуитской миссии защитить индейцев привели к серьёзным столкновениям с жителями и властями новой колонии, включая первого генерал-губернатора, а также его преемника — Дуарти да Кошту. Однако влияние Нобреги было столь велико, что в 1558 году ему удалось убедить третьего генерал-губернатора Мена ди Са издать «законы о защите индейцев», препятствующие их порабощению.
Чтобы приобрести авторитет в своём противостоянии с колонистами, Нобрега обратился к королю с просьбой учредить в Бразилии епархию, что было осуществлено 25 февраля 1551 года. Первый епископ Бразилии Дон Перу Фернандиш Сардинья (en:Pero Fernandes Sardinha) занял свой пост 22 июня 1552 года. К тому времени Нобрега уже основал иезуитскую коллегию города Баия. Затем он был назначен первым провинциалом Общества Иисуса в Новом Свете и занимал этот пост до 1559 года. Епископ, однако, погиб от рук индейцев-каннибалов после настигшего его кораблекрушения, что заставило Нобрегу в значительной степени пересмотреть свои прежние взгляды на индейцев.
Не меньше трудностей в деле распространения в Бразилии христианства возникало и со стороны коренных жителей — главным препятствием здесь являлся глубоко укоренённый среди местных племён обычай каннибализма. Задача его искоренения стала одним из приоритетов иезуитской миссии. На этой почве произошло одно из первых столкновений с язычниками: когда Нобрега и его люди попытались остановить приготовления к каннибальскому пиршеству, индейцы поднялись против христиан. Вмешательство сил генерал-губернатора спасло миссионеров от бунта аборигенов.
Чувствуя трудности, встававшие на пути обращения в христианство взрослых индейцев, Нобрега пришел к мнению, что усилия ордена должны быть направлены на обучение детей, которые были более восприимчивы; так иезуиты начали создавать начальные школы с обучением португальскому и латинскому языкам, основам грамотности и католической веры. Как обнаружили иезуиты, действенным способом привлечь внимание учеников было пение. Нобрега первым ввел обучение музыке в систему образования в Бразилии. Чтобы помочь делу евангелизации индейских детей, он решил привезти в Бразилию семь подростков-сирот из Португалии, для того, чтобы они в совершенстве изучили язык тупи, и, став двуязычными, действовали бы как переводчики. Впоследствии эти дети часто совершали пешие путешествия вместе с иезуитами в отдаленные места и пользовались защитой и расположением индейцев. Некоторые из них затем вступили в орден.
Занимаясь строительством часовен и школ, миссионеры подчеркивали большое число обращённых аборигенов. Согласно одному из отчётов Нобреги, пятьсот язычников были крещены в течение первых пяти месяцев после прибытия иезуитов, и ещё многие являлись катехуменами.
Проблемы, существовавшие в португальской колонии в Бразилии, как и в испанской части Америки, выражались в том, что рабовладение и сожительство с индианками были общим явлением среди поселенцев. Нобрега был обеспокоен тем, что португальцы не подавали хорошего примера. Будучи бессилен остановить распространение рабства, он избрал вместо этого тактику физического разделения индейцев и португальцев, чтобы ограничить контакт первых с колониальной средой, поражённой пороками и злоупотреблениями. При этом глава иезуитской миссии всё же был вдохновлен тем обстоятельством, что, несмотря на дурное обращение со стороны европейцев, христианство приняло большое число индейцев.
Предпочитая действовать самостоятельно и зачастую не рассчитывая на реальную помощь метрополии, Нобрега также поставил своей задачей уменьшение зависимости иезуитов от поддержки со стороны португальской короны.
Совершая постоянные поездки вдоль всего побережья — от Сан-Висенти до Пернамбуку — Нобрега также поощрял экспансию португальцев во внутренние районы страны, лежащие по другую сторону Серры-ду-Мар. В 1552 году он в очередной раз сопровождает Томе ди Созу в капитанию Сан-Висенти (территория современного штата Сан-Паулу). Там к нему присоединилась другая группа иезуитов, которые прибыли вместе с Жозе ди Аншиетой — в то время ещё молодым новицием, приехавшим в Бразилию вместе с третьим генерал-губернатором Меном ди Са. Нобрега определил задачей новой миссии основание поселения (т. н. «алдейяменту» — aldeiamento) на горном плато Пиратининга для облегчения деятельности по катехизации и обучению индейцев. 25 января 1554 года Нобрега и Аншиета отслужили первую мессу в новой скромной иезуитской коллегии Сан-Паулу-душ-Кампуш-ди-Пиратининга, основанной в день обращения Святого Павла. Маленькое поселение, образовавшееся вокруг этой иезуитской школы, впоследствии превратится в один из крупнейших мегаполисов Западного полушария — Сан-Паулу.

#### Война и экспансия

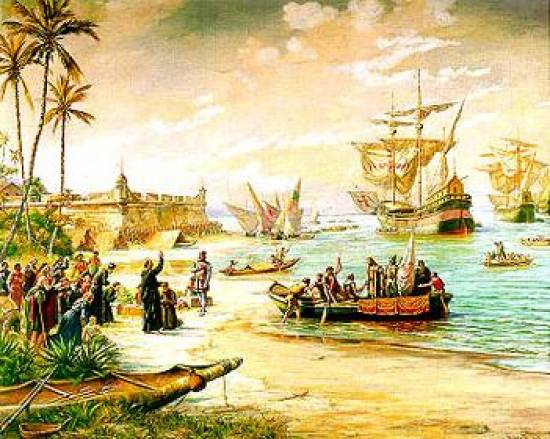
Бенедиту Калишту. «Отбытие Эштасиу ди Са». Мануэл да Нобрега благословляет эскадру, отправляющуюся на сражение с французами.

Несмотря на все миротворческие усилия Нобреги эксплуатация и массовое истребление индейского населения португальскими колонистами продолжались. Племена тамойо и тупиникин, проживавшие вдоль побережья на территории, которую сегодня занимает несколько бразильских штатов (от Эспириту-Санту до Параны), оказались более всего затронуты колонизацией. Восстав, они образовали воинственный союз племён, который стал известен как «конфедерация тамойо», и стали совершать нападения на поселения колонистов. Сан-Паулу несколько раз подвергался атакам, но португальцам удалось выстоять. Перед лицом тяжелейшего положения Нобрега попытался заключить мирный договор с конфедерацией. Подвергаясь принуждению и угрозам быть убитыми и съеденными индейцами, Нобрега и Аншиета на длительное время остались в Ипероиге (современная Убатуба, северное побережье Сан-Паулу) для переговоров с племенными вождями, пока, наконец, Нобрега не смог добиться перемирия, ставшего первым мирным договором, заключённым в Новом Свете. Знание Аншиетой языка тупи, на котором говорило большинство индейцев, оказалось чрезвычайно полезно для переговоров, так как сам Нобрега не владел этим языком.
Прибытие французских сил в залив Гуанабара (Рио-де-Жанейро) в 1555 году и основание ими колонии Антарктическая Франция снова поколебало соотношение сил, так как индейцы увидели возможность нанести поражение португальцам путём объединения с французами. Перед лицом сложившейся ситуации Нобреге оставалось лишь поддержать и благословить португальские военные экспедиции; первую предпринял генерал-губернатор Мен ди Са в 1560 году, вторую — его племянник Эштасиу ди Са в 1565 году. Французские колонисты были побеждены и изгнаны, а их индейские союзники были вынуждены подчиниться.
Отец Мануэл да Нобрега (участвовавший в войне как советник генерал-губернатора) сопровождал экспедицию Эштасиу ди Са, в ходе которой был основан город Сан-Себастьян-ду-Рио-де-Жанейро — современный Рио-де-Жанейро (1 марта 1565 года). После изгнания французских захватчиков Нобрега основал новую иезуитскую коллегию в Рио-де-Жанейро и стал её ректором. В 1570 году он был снова назначен провинциалом Общества Иисуса в Бразилии, но умер, не вступив в должность, 18 октября 1570 года, ровно в тот день, когда ему исполнилось 53 года. Семь лет спустя иезуитский провинциалат над Бразилией принял Жозе ди Аншиета — выдающийся ученик и друг Нобреги.

## Литературное наследие

### Письма
Сочинения отца Мануэла да Нобреги являются одними из первых произведений бразильской литературы. В них отражён начальный период истории бразильского народа, описанный с точки зрения миссионера. Нобрега подробно рассказывает об обычаях и устоях племенного общества индейцев тупинамбас, а также о борьбе, развернувшейся между коренным населением и колонизаторами.

#### «Заметка о делах Бразилии» (8 мая1558 года)
В письме отцу Мигелу ди Торришу, известном как «Заметка о делах Бразилии», отражён критический момент истории португальской колонизации страны. Мало надеясь на успешное преодоление трудностей, вызванных постоянными войнами с коренным населением, Нобрега, тем не менее, излагает собственное видение мер по спасению дела колонизации и христианизации. Утратив надежду на добровольное обращение индейцев, он призывает привести их к подчинению насильственными методами.
Он также не исключает возможности переезда иезуитской миссии из Бразилии в Парагвай (для обращения индейцев гуарани) в случае дальнейшего упадка португальской колонии.

### «Диалог об обращении язычников»
«Диалог об обращении язычников» стал первым текстом в прозе, написанным в Бразилии. Хотя считается, что Нобрега не обладал ярким литературным дарованием, тем не менее, по некоторым оценкам, его «Диалог об обращении язычников» является главным произведением в прозе, появившимся в XVI веке в Бразилии.
Мануэл да Нобрега описывает коренных жителей с точки зрения двух португальских монахов — проповедника Гонсалу Алвариша и кузнеца Матеуша Нугейры (реальные исторические лица). Автор как бы воссоздает диалог между этими персонажами, через который происходит раскрытие ряда черт, свойственных индейскому населению.
Гонсалу Алвариш, проповедующий аборигенам, во вводных строках диалога для их обозначения употребляет местоимение «сии» и говорит об их «звероподобии». Таким образом он лишает аборигенов статуса человека и одновременно подвергает сомнению их способность понять и принять христианство. Матеуш Нугейра, его собеседник, соглашается и поддерживает эту характеристику, заявляя, что жители этой земли хуже, чем все прочие, в том смысле, что они не воспринимают сути христианства. Это описание отражает разочарование, которое испытал Нобрега в отношении индейского населения. Далее оба персонажа обсуждают роль христиан среди коренного населения. Алвариш подвергает сомнению преследуемую христианами цель, в то время как Нугейра четко заявляет, что эта цель есть благодеяние и любовь к Богу и к ближнему. Это утверждение Нугейры возвращает представителям коренных народов Бразилии статус человеческих существ и помещает их в число ближних, которых должны возлюбить христиане, включая португальских поселенцев.
Отношение Нобреги к проблеме обращения язычников противоречиво. С одной стороны, он не уверен, окажутся ли они способны воспринять в полной мере суть христианства, особенно с учётом языкового барьера. С другой стороны, как христианин и иезуит он осознаёт, что должен занять позицию доброжелательного учителя, терпеливого и понимающего.

## Основные произведения
- Diálogo sobre a Conversão do Gentio (1557)
- Caso de Consciência sobre a Liberdade dos Índios (1567)
- Informação da Terra do Brasil (1549)
- Informação das Coisas da Terra e Necessidade que há para Bem Proceder Nela (1558)
- Tratado Contra a Antropofagia (1559)
- «Brasiliana da Biblioteca Nacional», Rio de Janeiro, 2001.

### Переведённые на русский язык
- Мануэл да Нобрега. Заметка о делах Бразилии (Отцу Мигелу ди Торришу, Лиссабон) (Баия, 8 мая 1558 года). (недоступная ссылка — история). Terra Brasilis A.D. 1500: документальные источники по истории Бразилии (5 сентября 2010). — Перевод с португальского и примечания — О. И. Дьяконов, 2010, Россия, Москва. Дата обращения: 5 сентября 2010.